# Didier Musiedlak
Didier Musiedlak (1950) es un historiador francés, profesor de la Universidad de París X-Nanterre, que ha publicado varias estudios sobre la Italia fascista.
Es autor de obras como Université privée et formation de la classe dirigeante : l'exemple de l'Université L. Bocconi de Milan (1902-1925) (École française de Rome, Palais Farnèse, 1990), sobre la Universidad Bocconi de Milán; Lo stato fascista e la sua classe politica, 1922-1943 (Il Mulino, 2003); Mussolini (Presses de Sciences Po, 2005), una biografía de Benito Mussolini; o Parlementaires en chemise noire: Italie (1922-1943) (Presses universitaires de Franche-Comté, 2007); entre otras.